# Kimball (Dakota du Sud)
Pour les articles homonymes, voir Kimball.
Kimball est une municipalité américaine située dans le comté de Brule, dans l'État du Dakota du Sud. Selon le recensement de 2010, elle compte 703 habitants. La municipalité s'étend sur 3,09 milles carrés (8 km2).
La ville est fondée en 1880 par le Milwaukee Railroad. D'abord appelée Andover, la ville doit changer de nom pour éviter la confusion avec Andover. Elle adopte son nom actuel en l'honneur de J. W. Kimball, géomètre du chemin de fer. Kimball devient une municipalité en 1883.

## Démographie
| 1890 | 1900 | 1910 | 1920 | 1930  | 1940 |
| ---- | ---- | ---- | ---- | ----- | ---- |
| 593  | 453  | 713  | 993  | 1 111 | 997  |

| 1950 | 1960 | 1970 | 1980 | 1990 | 2000 |
| ---- | ---- | ---- | ---- | ---- | ---- |
| 952  | 912  | 825  | 752  | 743  | 745  |

| 2010 | - | - | - | - | - |
| ---- | - | - | - | - | - |
| 703  | - | - | - | - | - |